# Estação Cosia Sloboda
Cosia Sloboda (em russo:  Козья слобода, em tártaro:  Кәҗә бистәсе) é uma estação terminal da linha Tsentralhnaia (Linha 1) do Metro de Cazã, na Rússia. A estação «Cosia Sloboda» está localizada após a estação «Kremliovskaia». Foi inaugurada em 30 de dezembro de 2010.